# Action Bronson
Action Bronson, pseudonimo di Ariyan Arslani (New York, 2 dicembre 1983), è un rapper e cuoco statunitense di origini albanesi.
Nel mese di agosto 2012, Bronson ha firmato per Warner Bros. Records e Atlantic Records. Ha pubblicato diversi mixtape, come Rare Chandeliers con il produttore statunitense hip hop The Alchemist, prima di rilasciare il suo debutto in major, un EP intitolato Saaab Stories insieme al collaboratore Harry Fraud nel 2013.

## Biografia

### 1983-2010: Primi anni di vita e inizio carriera
Il padre di Bronson è albanese e in giovane età è immigrato negli Stati Uniti dove ha conosciuto la sua futura moglie, la madre di Action, la quale è newyorkese con origini ebraiche.
Prima di entrare a far parte della scena rap, Bronson era un rispettato chef gourmet, infatti rappa spesso di cibo nelle sue canzoni e ha presentato il suo show di cucina online dal titolo Action in the Kitchen. Ha guadagnato fama per essere liricamente e stilisticamente simile al rapper Ghostface Killah (con cui ha collaborato insieme al rapper e amico Termanology su una traccia chiamata Meteor Hammer nella compilation ‘‘Legendary Weapons’’ del 2011). In un'intervista su HipHopDX gli è stato chiesto cosa pensasse del fatto che avesse un suono simile a lui, e Bronson ha risposto così:
(Action Bronson)
Altre sue influenze sono Cam'ron, Mobb Deep, Underground Kingz e Wu-Tang Clan.

### 2011:Dr. LectereWell Done
Nel 2011 ha pubblicato il suo primo album in studio, Dr. Lecter, disponibile in download digitale e in CD-R sul suo sito ufficiale. Nello stesso anno è seguito il suo secondo sforzo, Well Done, in collaborazione con Statik Selektah.

### 2012-2014: Il contratto con la Warner Bros. eSaaab Stories
Nel 2012 Paul Rosenberg diventa manager di Bronson e lo mette sotto contratto con la sua società di gestione Goliath Artists. Nello stesso anno Action Bronson entra anche in Warner Bros. Records tramite la società di media VICE e l'agenzia di vendita di biglietti per concerti NUE. Il 12 marzo 2012 pubblica il mixtape Blue Chips, in collaborazione con i Party Supplies. Vengono prodotti due featuring nel primo album di collaborazione tra Domo Genesis e The Alchemist No Idols sulle tracce Elimination Chamber (insieme a Earl Sweatshirt e Vince Staples) e Daily News (insieme a SpaceGhostPurrp ed Earl). Nel corso dell'anno registra e pubblica Rare Chandeliers, un mixtape in collaborazione con The Alchemist.
Nel marzo 2013 Bronson suona al Coachella Valley Music e all'Arts Festival e nello stesso mese viene inserito nella XXL Magazine's 2013 Freshman Class, una lista di rapper emergenti americani. Nel maggio 2013 viene trasferito all'Atlantic Records, per la quale ha distribuito l'EP Saaab Stories l'11 giugno 2013. L'EP è stato prodotto interamente da Harry Fraud, e appaiono featuring con rapper quali Raekwon, Wiz Khalifa e Prodigy. Reso disponibile per il solo download digitale, l'album è stato preceduto dal singolo Strictly 4 My Jeep. Nel luglio 2013 ha dichiarato che vorrebbe ottenere un featuring con Nas e Kool G Rap sul suo album di debutto in major. Questo verrà pubblicato nei primi mesi del 2014. Il 3 agosto 2013 Riff Raff ha annunciato che pubblicherà un album in collaborazione con Action Bronson dal titolo Galaxy Gladiators nel 2014. Il 1º novembre 2013 ha pubblicato Blue Chips 2 come promozione dell'album, il secondo capitolo della collaborazione tra lui e i Party Supplies. Il 28 ottobre 2013 Funkmaster Flex ha annunciato che avrebbe ospitato Action Bronson in un prossimo mixtape. Le produzioni del suo album saranno di Erick Sermon, Mike Will Made It, Mustard e Jahlil Beats. Nel novembre 2013, in un'intervista a Rolling Stone, Bronson ha dichiarato che Kool G Rap e Mobb Deep sarebbero stati disponibili a collaborare nel suo prossimo album. Nel febbraio 2014, Bronson, J. Cole, Kendrick Lamar e 360 hanno accompagnato Eminem nel suo breve tour in Australia e Nuova Zelanda.

### 2015-presente:Mr. Wonderful
L'album di Action Bronson, Mr. Wonderful, è uscito il 24 marzo 2015 ed è supportato da 4 singoli "Baby Blue" (feturing Chance The Rapper), "Easy Rider", "Actin Crazy" e "Terry".

## Discografia

### Album in studio
- 2011 – Dr. Lecter (Fine Fabric Delegates)
- 2015 – Mr. Wonderful (Atlantic Records, Vice Records)
- 2017 – Blue Chips 7000 (Atlantic Records, Vice Records)
- 2018 – White Bronco
- 2020 – Only for Dolphins
- 2022 – Cocodrillo Turbo

### Album in collaborazione
- 2011 – Well-Done (con Statik Selektah) (Switchblade, DCide Records)

### EP
- 2011 – The Program (autopubblicato)
- 2013 – Saaab Stories (Atlantic Records, Vice Records)

### Mixtape
- 2011 – Bon Appetit ..... Bitch (autopubblicato)
- 2012 – Blue Chips (con i Party Supplies) (autopubblicato)
- 2012 – Rare Chandeliers (con The Alchemist) (autopubblicato)
- 2013 – Blue Chips 2 (con i Party Supplies) (autopubblicato)

### Singoli
- 2010 - Imported Goods
- 2011 - Cocoa Butter - feat. Statik Selektah, Nina Sky (da Well-Done)
- 2011 - Muslim Wedding
- 2012 - Hot Shots Part Deux - feat. Riff Raff, Dana Coppafeel
- 2012 - Octopussy Tentacles - feat. Concise Kilgore
- 2013 – Northern Lights - feat. Task Rok
- 2013 – Strictly 4 My Jeeps (da Saaab Stories)
- 2013 – Live from Kissena Blvd - feat. Statik Selektah (da Who You Mad At? Me or Yourself?)
- 2014 – Grammy - feat. Jody Highroller
- 2014 – Easy Rider (da Mr. Wonderful)

### Collaborazioni
- 2010 – Meyhem Lauren feat. Shaz One e Action Bronson - Glaciers (da Clarified Butter)
- 2010 – Meyhem Lauren feat. Science e Action Bronson - Fish (da Clarified Butter)
- 2010 – Meyhem Lauren feat. Shaz One, Fi-Lo e Action Bronson - Steamed Broccoli (da Clarified Butter)
- 2010 – Statik Selektah feat. Termanology e Action Bronson - Money Is Reality (da The Evening News EP)
- 2011 – J-Love feat. Action Bronson, Jay Steele e Take-It - Marijuana Thon
- 2011 – P.F. Cuttin feat. Action Bronson - Bronsonmania Deluxe
- 2011 – Apathy feat. Action Bronson - All I Think About (da Honkey Kong)
- 2011 – Statik Selektah feat. Termanology, Bun B e Action Bronson - Never a Dull Moment (da Population Control)
- 2011 – Meyhem Lauren feat. Bags, Science, Animal, Jay Steele e Action Bronson - The Geniva Conference (da Self Induced Illness)
- 2011 – Wu-Tang Clan feat. Termanology e Action Bronson - Meteor Hammer (da Legendary Weapons)
- 2011 – Maffew Ragazino feat. Action Bronson - Jordan vs. Bird (da Rhyme Pays)
- 2011 – Marq Spekt feat. Kno e Action Bronson - Roadhouse (da MacheteVision)
- 2011 – Asher Roth feat. Action Bronson - Choices (da Pabst & Jazz)
- 2011 – The Kid Daytona feat. Action Bronson - Ivory Coast Crime Scene (da The Interlude II)
- 2011 – Smoke DZA feat. Action Bronson - Big, Bad & Dangerous (da Sweet Baby Kushed God)
- 2011 – Rite Hook feat. Action Bronson - Lose Control (da Draw You In)
- 2012 – J-Love feat. Action Bronson - Drugs
- 2012 – Metabeats feat. Action Bronson - Hookers
- 2012 – P.F. Cuttin & Labba feat. Action Bronson, Ike Eyes - 1000 Lbs.
- 2012 – Probcause feat. Action Bronson, Chance the Rapper - Three Course Meal (da The Recipe Vol. 2)
- 2012 – Heems feat. Action Bronson - Yo What's Good New York (da Nehru Jackets)
- 2012 – N.O.R.E. feat. Action Bronson - Mazel Tov (da Crack on Steroids)
- 2012 – Reks feat. Action Bronson - Riggs & Murtaugh (da Straight, No Chaser)
- 2012 – J57 feat. Meyhem Lauren, Maffew Ragazino, Rasheed Campbell, DJ Brace e Action Bronson - The Main Event (da 2057 EP)
- 2012 – Large Professor feat. Cormega, Roc Marciano, Saigon e Action Bronson - MARS (da Professor @ Large)
- 2012 – The Alchemist feat. Action Bronson - Decisions Over Veal Orloff (da Russian Roulette)
- 2012 – Smoke DZA feat. Action Bronson - Turnbuckle Music (da Rugby Thompson)
- 2012 – Stu Cat feat. Phil Ade e Action Bronson - Up Top Game (da Beware of the Cat)
- 2012 – Meyhem Lauren feat. Heems e Action Bronson - Special Effects (da Respect the Fly Shit)
- 2012 – Meyhem Lauren feat. AG Da Coroner, Despot e Action Bronson - Pan Seared Tilapia (da Respect the Fly Shit)
- 2012 – Meyhem Lauren feat. Roc Marciano e Action Bronson - Peruvian Deserts (da Respect the Fly Shit)
- 2012 – Meyhem Lauren feat. Action Bronson - Thousand Dollar Gym Shoes (da Mandatory Brunch Meetings)
- 2012 – Meyhem Lauren feat. AG Da Coroner e Action Bronson - Stewed Rabo (da Mandatory Brunch Meetings)
- 2012 – French Montana feat. Action Bronson - Mean (da Mac & Cheese 3)
- 2013 – Fat Joe feat. Action Bronson - Your Honor (da The Darkside III)
- 2013 – Mr. Probz feat. Action Bronson - Gold Days
- 2013 – ASAP Rocky feat. Kendrick Lamar, Joey Badass, Danny Brown, Yelawolf, Big K.R.I.T. e Action Bronson - 1 Train (da Long. Live. ASAP)
- 2013 – Inspectah Deck feat. 7L & Esoteric e Action Bronson - It's Raw (da Czarface)
- 2013 – Hologram feat. Action Bronson - Put It in Your Mouth (Remix)
- 2013 – Jared Evan feat. Action Bronson - Pro Create (da Boom Bap & Blues)
- 2013 – Harry Fraud feat. Action Bronson - Morey Boogie Boards (da Adrift)
- 2013 – Funkmaster Flex feat. Action Bronson - Live From Kissena Blvd (da Who You Mad At? Me or Yourself?)
- 2013 – Prodigy feat. Action Bronson - The One (da Albert Einstein)
- 2013 – Chance the Rapper feat. Action Bronson - NaNa (da Acid Rap)
- 2013 – Kyle Rapps feat. Action Bronson - Get It In (da SUB)
- 2013 – Alex Wiley feat. Action Bronson - Icky Woods
- 2013 – Joey Badass feat. Action Bronson - Beyond a Reasonable Doubt (da XXL 2013's Freshmen Class: The Mixtape)
- 2013 – Maundz feat. Action Bronson - All Quotes (da Zero)
- 2013 – Statik Selektah feat. Joey Badass, Mike Posner e Action Bronson - The Spark (da Extended Play)
- 2013 – Statik Selektah feat. Pain In Da Ass, Big Body Bes, Termanology, Tony Touch e Action Bronson - Reloaded (da Extended Play)
- 2013 – Mac Miller feat. Action Bronson - Red Dot Music (da Watching Movies with the Sound Off)
- 2013 – Joey Fatts feat. Action Bronson - Live Blasphemous (da Chipper Jones Vol. 2)
- 2013 – Leaf feat. Action Bronson - Sugar Mama
- 2013 – A$AP Ferg feat. Riff Raff e Action Bronson - Instruction Manuals
- 2013 – Tony Touch feat. Kool G Rap e Action Bronson - A Queen's Thing (da The Piece Maker 3: Return of the 50 MCs)
- 2013 – The Alchemist feat. Step Brothers, Blu, Domo Genesis e Action Bronson - Camp Registration (da SSUR)
- 2013 – The Alchemist feat. Domo Genesis, Meyhem Lauren, Roc Marciano, Despot e Action Bronson - 1010 Wins (da SSUR)
- 2013 – Fat Joe feat. Action Bronson - Your Honor (da The Darkside Vol. 3)
- 2013 – Termanology feat. Jared Evan e Action Bronson - Take My Turn (da G.O.Y.A. (Gunz Or Yay Available))
- 2013 – Flatbush Zombies feat. Action Bronson - Club Soda (da BetterOffDEAD)
- 2013 – Boldy James feat. Action Bronson - Traction (da My 1st Chemistry Set)
- 2013 – Roc Marciano feat. Action Bronson - 456 (da Marci Beaucoup)
- 2013 – The Alchemist feat. Roc Marciano e Action Bronson - Pool Hall Hustler (da The Cutting Room Floor 3)
- 2013 – Diplo feat. Mr. Muthafuckin' eXquire, Riff Raff, Nicky da B e Action Bronson - Rock Steady (da Revolution EP)
- 2014 – The Alchemist feat. Riff Raff, Action Bronson - Rookies of the Future
- 2014 – Step Brothers (The Alchemist & Evidence) feat. Action Bronson - Mums in the Garage (da Lord Steppington)
- 2014 – Curren$y feat. Action Bronson - Godfather Four (da The Drive-In Theatre)
- 2014 – N.O.R.E. feat. Cityboy Dee e Action Bronson - Don't Do That (da Resource Room)
- 2014 – Aston Matthews feat. Flatbush Zombies e Action Bronson - TLC (da Aston 3:16)
- 2014 – Meyhem Lauren & Buckwild feat. Action Bronson - 100 MPH (da Silk Pyramids)
- 2014 – Meyhem Lauren & Buckwild feat. Action Bronson - Number One (da Silk Pyramids)
- 2014 – Ab-Soul feat. Assad, Action Bronson - Stigmata (da These Days...)
- 2014 – Statik Selektah feat. Royce da 5'9", Black Thought, Action Bronson - The Imperial (da What Goes Around)
- 2014 – Statik Selektah feat. Action Bronson - Long Time (da What Goes Around)
- 2014 – Dilated Peoples feat. Fashawn, Rapsody, Domo Genesis, Vinnie Paz, Action Bronson - Hallelujah (da Directors of Photography)
- 2014 – Riff Raff feat. Action Bronson - Blue Jays
- 2014 – A-Villa feat. Roc Marciano, Willie The Kid, Action Bronson - Live from the Villa (da Carry on Tradition)
- 2014 – Freddie Gibbs & Madlib feat. Joey Bada$$, Ransom, Action Bronson - Knicks (Remix) (da Knicks Remix EP)
- 2014 – Danny Brown feat. Action Bronson - Bad News (dalla colonna sonora di Grand Theft Auto V)
- 2015 - Joey Bada$$ feat. Elle Varner, Action Bronson - Run Up on Ya (da B4.DA.$$)

## Premi e riconoscimenti
| Anno | Evento             | Album nominato | Categoria          | Risultato   |
| ---- | ------------------ | -------------- | ------------------ | ----------- |
| 2013 | BET Hip Hop Awards | Action Bronson | Rookie of the Year | Candidato/a |
| 2014 | BET Hip Hop Awards | Blue Chips 2   | Best Mixtape       | Candidato/a |